# Gerhard Hesse (Chemiker)
Gerhard Edmund Hesse (* 21. Juli 1908 in Tübingen; † 7. Juni 1997 in Erlangen) war ein deutscher Chemiker und Hochschullehrer.

## Leben
Gerhard Hesse war Sohn des renommierten Zoologen und Hochschullehrers Richard Hesse (1868–1944). Nach dem Abitur am Realgymnasium in Bonn studierte er Chemie an der Universität Bonn und der Universität München, wo er 1932 als Dr. phil. promoviert wurde.
Hesse übernahm im gleichen Jahr eine Stelle als wissenschaftlicher Assistent am Chemischen Staatslaboratorium der Universität München. Habilitiert wurde er ebendort 1937.
 1938 wechselte Hesse als Oberassistent an das Chemische Institut der Philipps-Universität Marburg. 1944 zog Hesse nach Freiburg im Breisgau, wo er zum außerordentlichen Professor der Chemie und zum Abteilungsleiter am Chemischen Institut der Albert-Ludwigs-Universität bestellt wurde. 1952 folgte er dem Ruf auf die ordentliche Professur für organische Chemie an der Friedrich-Alexander-Universität Erlangen-Nürnberg, zusätzlich wurde er mit der Leitung des gleichnamigen Instituts betraut. 1973 wurde er emeritiert.
Der 1964 als ordentliches Mitglied in die Bayerische Akademie der Wissenschaften aufgenommene Hesse beschäftigte sich im Rahmen seiner Forschungen insbesondere mit organischen Naturstoffen und mit Reduktionen. 1972 erhielt er den Fresenius-Preis.
Gerhard Hesse heiratete 1935 Cleo geborene Lotz, mit der er vier Kinder hatte. Er verstarb 1997 knapp vor Vollendung seines 89. Lebensjahres in Erlangen.

## Schriften
- Mit Herbert Weil: Michael Tswett's erste chromatographische Schrift. Woelm‐Mitteilungen AL 8, M. Woelm, Eschwege 1954.
- Organische Chemie. Eine Einführungsvorlesung für Studierende der Naturwissenschaften und der Medizin. Merkel, Erlangen 1967.
- Chromatographisches Praktikum. Eine Anleitung zur kritischen Durchführung chromatographischer Arbeiten.  Akademische Verlagsgesellschaft, Leipzig 1968.